# Belo (gmina Brda)
Belo – wieś w Słowenii, w gminie Brda. W 2018 roku liczyła 9 mieszkańców.